# National Volleyball Association 2022
La National Volleyball Association 2022 si è svolta dall'8 aprile all'8 agosto 2022: al torneo hanno partecipato 12 squadre di club statunitensi e la vittoria finale è andata per la prima volta ai Las Vegas Ramblers. 

## Regolamento

### Formula[1]
Le dieci squadre partecipanti hanno disputato una regular season con un round-robin diviso in cinque eventi, nel quale vengono divise in due conference, a loro volta divise in due division da tre squadre ciascuna. Il calendario prevede che ciascuna squadra, nel corso dei cinque eventi, disputi dieci incontri secondo i seguenti criteri:
- Due contro entrambe le formazioni della propria division, per un totale di quattro incontri;
- Uno contro le ciascuna formazione della propria conference, per un totale di tre incontri;
- Tre contro tre delle sei formazioni dell'altra conference.

Al termine della prima fase:
- Le vincitrici di ciascuna division hanno avuto accesso ai play-off scudetto insieme alle restanti migliori due formazioni di ciascuna conference, dove vengono accoppiate col metodo della serpentina incrociato tra le due conference (ossia le prime di ciascuna conference affrontano la quarta dell'altra e la seconde di ciascuna conference affrontano la terza dell'altra)[2].

L'intero evento si svolge al Pearce Sports Center di San Bernardino.

### Criteri di classifica
Se il risultato finale è stato di 3-0 sono stati assegnati 5 punti alla squadra vincente e 0 a quella sconfitta, se il risultato finale è stato di 3-1 sono stati assegnati 4 punti alla squadra vincente e 1 a quella sconfitta, se il risultato finale è stato di 3-2 sono stati assegnati 3 punti alla squadra vincente e 2 a quella sconfitta.
L'ordine del posizionamento in classifica è stato definito in base a:
- Numero di partite vinte;
- Ratio dei set vinti/persi;
- Ratio dei punti realizzati/subiti;
- Risultati degli scontri diretti;
- Classifica avulsa.

## Squadre partecipanti
Alla NVA 2021 partecipano dodici franchigie statunitensi, tra le quali le neonate Colorado Kraken e Seattle Sasquatch.
- Gli Ontario Matadors partecipano con la nuova denominazione IE Matadors (Inland Empire Matadors)[4].

| Club                 | Stagione | Città            | Stagione precedente                                                    |
| -------------------- | -------- | ---------------- | ---------------------------------------------------------------------- |
| Chicago Untouchables | dettagli | Evergreen Park   | 4ª in NVA (American Conference); quarti di finale ai play-off scudetto |
| Colorado Kraken      | dettagli | Aurora           | -                                                                      |
| Dallas Tornadoes     | dettagli | Dallas           | 5ª in NVA (National Conference)                                        |
| IE Matadors          | dettagli | Rancho Cucamonga | 4ª in NVA (National Conference); quarti di finale ai play-off scudetto |
| LA Blaze             | dettagli | Long Beach       | 5ª in NVA (American Conference)                                        |
| Las Vegas Ramblers   | dettagli | Las Vegas        | 1ª in NVA (American Conference); 2ª ai play-off scudetto               |
| OC Stunners          | dettagli | Costa Mesa       | 3ª in NVA (National Conference); Campioni NVA                          |
| Seattle Sasquatch    | dettagli | Auburn           | -                                                                      |
| Southern Exposure    | dettagli | Gainesville      | 1ª in NVA (National Conference); 4ª ai play-off scudetto               |
| Team Freedom         | dettagli | Fairfield        | 2ª in NVA (National Conference); quarti di finale ai play-off scudetto |
| Texas Tyrants        | dettagli | Lewisville       | 2ª in NVA (American Conference); quarti di finale ai play-off scudetto |
| Utah Stingers        | dettagli | Provo            | 3ª in NVA (American Conference); 3ª ai play-off scudetto               |

### Divisione[1]
| American Conference       | American Conference       | National Conference       | National Conference       |
| American Central Division | American Coastal Division | National Central Division | National Coastal Division |
| ------------------------- | ------------------------- | ------------------------- | ------------------------- |
| Colorado Kraken           | IE Matadors               | Chicago Untouchables      | OC Stunners               |
| Dallas Tornadoes          | Las Vegas Ramblers        | LA Blaze                  | Seattle Sasquatch         |
| Utah Stingers             | Southern Exposure         | Texas Tyrants             | Team Freedom              |

## Impianti
|                                                                           |  |  |
| Pearce Sports Center Città: San Bernardino Capienza: ? Anno d'apertura: ? |  |  |

## Torneo

### Regular season

#### Risultati
| Evento 1 |                              |     |                                   |
|          |                              |     |                                   |
| 08-04    | Stunners - Sasquatch         | 3-1 | 25-18, 25-21, 23-25, 27-25        |
| 08-04    | Stingers - Kraken            | 3-2 | 25-13, 23-25, 20-25, 25-13, 15-10 |
| 08-04    | Ramblers - Southern Exposure | 3-2 | 22-25, 17-25, 25-19, 25-20, 15-13 |
| 08-04    | Tyrants - Blaze              | 3-0 | 25-15, 26-24, 25-18               |
| 09-04    | Team Freedom - Sasquatch     | 3-0 | 25-20, 25-19, 25-16               |
| 09-04    | Tornadoes - Kraken           | 3-0 | 25-17, 25-16, 25-15               |
| 09-04    | Untouchables - Blaze         | 2-3 | 18-25, 25-22, 24-26, 34-32, 10-15 |
| 09-04    | Matadors - Southern Exposure | 1-3 | 25-23, 20-25, 13-25, 15-25        |
| 10-04    | Tyrants - Untouchables       | 3-2 | 25-19, 22-25, 25-23, 20-25, 15-13 |
| 10-04    | Stingers - Tornadoes         | 3-1 | 21-25, 25-19, 25-21, 25-14        |
| 10-04    | Stunners - Team Freedom      | 1-3 | 22-25, 22-25, 25-18, 23-25        |
| 10-04    | Ramblers - Matadors          | 3-0 | 25-17, 25-18, 25-19               |

| Evento 2 |                             |      |                                   |
|          |                             |      |                                   |
| 06-05    | Ramblers - Stingers         | 3-0  | 25-13, 25-21, 25-23               |
| 06-05    | Stunners - Tyrants          | 1-3  | 25-16, 23-25, 22-25, 25-27        |
| 06-05    | Sasquatch - Kraken          | 0-3  | 34-36, 20-25, 21-25               |
| 06-05    | Southern Exposure - Blaze   | 0-3  | 18-25, 24-26, 27-29               |
| 07-05    | Matadors - Tornadoes        | 0-3  | 22-25, 19-25, 15-25               |
| 07-05    | Team Freedom - Untouchables | 3-0  | 25-19, 25-20, 25-18               |
| 07-05    | Tyrants - Ramblers          | 3-2  | 19-25, 25-20, 25-20, 18-25, 24-22 |
| 07-05    | Stingers - Stunners         | 0-3  | 16-25, 22-25, 21-25               |
| 08-05    | Kraken - Southern Exposure  | 3-0- | 25-23, 25-23, 25-19               |
| 08-05    | Tornadoes - Team Freedom    | 0-3- | 13-25, 22-25, 21-25               |
| 08-05    | Untouchables - Matadors     | 2-3- | 23-25, 25-22, 25-15, 22-25, 10-15 |
| 08-05    | Blaze - Sasquatch           | 3-1- | 25-17, 24-26, 25-22, 25-20        |

| Evento 3 |                                  |     |                                   |
|          |                                  |     |                                   |
| 28-05    | Matadors - Stingers              | 1-3 | 25-21, 18-25, 23-25, 18-25        |
| 28-05    | Team Freedom - Tyrants           | 3-2 | 25-15, 19-25, 17-25, 27-25, 15-8  |
| 28-05    | Ramblers - Blaze                 | 3-0 | 27-25, 25-21, 27-25               |
| 28-05    | Stunners - Kraken                | 3-1 | 26-28, 25-18, 25-15, 25-20        |
| 29-05    | Stingers - Team Freedom          | 0-3 | 18-25, 19-25, 17-25               |
| 29-05    | Tyrants - Matadors               | 3-1 | 23-25, 25-22, 25-14, 25-17        |
| 29-05    | Southern Exposure - Tornadoes    | 2-3 | 25-23, 24-26, 25-22, 16-25, 13-15 |
| 29-05    | Sasquatch - Untouchables         | 0-3 | 19-25, 12-25, 17-25               |
| 30-05    | Untouchables - Southern Exposure | 1-3 | 25-21, 22-25, 17-25, 22-25        |
| 30-05    | Tornadoes - Sasquatch            | 2-3 | 25-15, 24-26, 25-22, 15-25, 9-15  |
| 30-05    | Kraken - Ramblers                | 2-3 | 22-25, 25-22, 25-20, 16-25, 13-15 |
| 30-05    | Blaze - Stunners                 | 1-3 | 24-26, 23-25, 25-19, 14-25        |

| Evento 4 |                              |     |                                   |
|          |                              |     |                                   |
| 17-06    | Ramblers - Tornadoes         | 3-1 | 26-28, 25-15, 25-19, 25-21        |
| 17-06    | Stunners - Untouchables      | 3-0 | 25-17, 25-18, 25-21               |
| 17-06    | Southern Exposure - Tyrants  | 1-3 | 20-25, 25-11, 19-25, 21-25        |
| 17-06    | Sasquatch - Stingers         | 0-3 | 19-25, 20-25, 18-25               |
| 18-06    | Team Freedom - Blaze         | 3-1 | 25-17, 22-25, 25-18, 25-19        |
| 18-06    | Untouchables - Ramblers      | 0-3 | 27-29, 25-27, 21-25               |
| 18-06    | Tornadoes - Stunners         | 1-3 | 19-25, 27-25, 26-28, 20-25        |
| 18-06    | Matadors - Kraken            | 3-2 | 22-25, 25-12, 25-22, 20-25, 15-13 |
| 19-06    | Stingers - Southern Exposure | 2-3 | 25-20, 21-25, 25-27, 25-22, 13-15 |
| 19-06    | Kraken - Team Freedom        | 0-3 | 22-25, 21-25, 18-25               |
| 19-06    | Tyrants - Sasquatch          | 3-0 | 25-23, 25-15, 25-19               |
| 19-06    | Blaze - Matadors             | 0-3 | 21-25, 23-25, 22-25               |

| \| Evento 5 \| \| \| \| \| \| \| \| \| \| 08-07 \| Tyrants - Untouchables \| 3-1 \| 21-25, 25-16, 41-39, 25-15 \| \| 08-07 \| Stingers - Tornadoes \| 3-1 \| 17-25, 25-22, 25-18, 25-18 \| \| 08-07 \| Stunners - Team Freedom \| 2-3 \| 30-28, 20-25, 20-25, 25-23, 8-15 \| \| 08-07 \| Ramblers - Matadors \| 3-1 \| 25-21, 23-25, 25-19, 25-19 \| \| 09-07 \| Blaze - Tyrants \| 0-3 \| 21-25, 27-29, 23-25 \| \| 09-07 \| Kraken - Stingers \| 0-3 \| 16-25, 19-25, 17-25 \| \| 09-07 \| Sasquatch - Stunners \| 0-3 \| 12-25, 14-25, 19-25 \| \| 09-07 \| Southern Exposure - Ramblers \| 0-3 \| 23-25, 17-25, 19-25 \| \| 10-07 \| Team Freedom - Sasquatch \| 3-0 \| 25-12, 25-12, 25-12 \| \| 10-07 \| Matadors - Southern Exposure \| 0-3 \| 22-25, 22-25, 17-25 \| \| 10-07 \| Tornadoes - Kraken \| 3-2 \| 28-30, 25-16, 20-25, 25-17, 15-6 \| \| 10-07 \| Untouchables - Blaze \| 3-2 \| 20-25, 19-25, 25-18, 25-19, 23-21 \| |                              |     |                                   |
| Evento 5 |                              |     |                                   |
| |                              |     |                                   |
| 08-07 | Tyrants - Untouchables       | 3-1 | 21-25, 25-16, 41-39, 25-15        |
| 08-07 | Stingers - Tornadoes         | 3-1 | 17-25, 25-22, 25-18, 25-18        |
| 08-07 | Stunners - Team Freedom      | 2-3 | 30-28, 20-25, 20-25, 25-23, 8-15  |
| 08-07 | Ramblers - Matadors          | 3-1 | 25-21, 23-25, 25-19, 25-19        |
| 09-07 | Blaze - Tyrants              | 0-3 | 21-25, 27-29, 23-25               |
| 09-07 | Kraken - Stingers            | 0-3 | 16-25, 19-25, 17-25               |
| 09-07 | Sasquatch - Stunners         | 0-3 | 12-25, 14-25, 19-25               |
| 09-07 | Southern Exposure - Ramblers | 0-3 | 23-25, 17-25, 19-25               |
| 10-07 | Team Freedom - Sasquatch     | 3-0 | 25-12, 25-12, 25-12               |
| 10-07 | Matadors - Southern Exposure | 0-3 | 22-25, 22-25, 17-25               |
| 10-07 | Tornadoes - Kraken           | 3-2 | 28-30, 25-16, 20-25, 25-17, 15-6  |
| 10-07 | Untouchables - Blaze         | 3-2 | 20-25, 19-25, 25-18, 25-19, 23-21 |

#### Classifica - American Conference
| Pos. | Squadra            | Pt | G  | V | P | SV | SP | Ratio | PF  | PS  | Ratio |
| ---- | ------------------ | -- | -- | - | - | -- | -- | ----- | --- | --- | ----- |
| 1    | Las Vegas Ramblers | 26 | 10 | 9 | 1 | 29 | 9  |       | 694 | 601 |       |
| 2    | Utah Stingers      | 18 | 10 | 6 | 4 | 20 | 17 |       | 677 | 618 |       |
| 3    | Southern Exposure  | 13 | 10 | 4 | 6 | 17 | 22 |       | 701 | 713 |       |
| 4    | Dallas Tornadoes   | 11 | 10 | 4 | 6 | 18 | 22 |       | 586 | 584 |       |
| 5    | IE Matadors        | 7  | 10 | 3 | 7 | 13 | 25 |       | 713 | 809 |       |
| 6    | Colorado Kraken    | 10 | 10 | 2 | 8 | 15 | 24 |       | 627 | 714 |       |

      Ammesse ai play-off scudetto.

#### Classifica - National Conference
| Pos. | Squadra              | Pt | G  | V  | P | SV | SP | Ratio | PF  | PS  | Ratio |
| ---- | -------------------- | -- | -- | -- | - | -- | -- | ----- | --- | --- | ----- |
| 1    | Team Freedom         | 28 | 10 | 10 | 0 | 30 | 6  |       | 587 | 486 |       |
| 2    | Texas Tyrants        | 26 | 10 | 9  | 1 | 29 | 11 |       | 626 | 566 |       |
| 3    | OC Stunners          | 22 | 10 | 7  | 3 | 25 | 13 |       | 839 | 754 |       |
| 4    | LA Blaze             | 9  | 10 | 3  | 7 | 13 | 24 |       | 633 | 644 |       |
| 5    | Chicago Untouchables | 8  | 10 | 2  | 8 | 14 | 26 |       | 512 | 564 |       |
| 6    | Seattle Sasquatch    | 2  | 10 | 1  | 9 | 5  | 29 |       | 591 | 733 |       |

      Ammesse ai play-off scudetto.

### Play-off scudetto
|  | Quarti             | Quarti        |                    |              | Semifinale    | Semifinale |  |  | Finale | Finale |
|  |                    |               |                    |              |               |            |  |  |        |        |
|  |                    |               |                    |              |               |            |  |  |        |        |
|  |                    |               |                    |              |               |            |  |  |        |        |
|  | Las Vegas Ramblers | 3             |                    |              |               |            |  |  |        |        |
|  | Las Vegas Ramblers | 3             |                    |              |               |            |  |  |        |        |
|  | LA Blaze           | 0             |                    |              |               |            |  |  |        |        |
|  | LA Blaze           | 0             | Las Vegas Ramblers | 3            |               |            |  |  |        |        |
|  |                    |               | Las Vegas Ramblers | 3            |               |            |  |  |        |        |
|  |                    | Texas Tyrants | 0                  |              |               |            |  |  |        |        |
|  | Texas Tyrants      | Texas Tyrants | 0                  | 3            |               |            |  |  |        |        |
|  | Texas Tyrants      |               |                    | 3            |               |            |  |  |        |        |
|  | Southern Exposure  | 0             |                    |              |               |            |  |  |        |        |
|  | Southern Exposure  | 0             | Las Vegas Ramblers | 3            |               |            |  |  |        |        |
|  |                    |               | Las Vegas Ramblers | 3            |               |            |  |  |        |        |
|  |                    | OC Stunners   | 0                  |              |               |            |  |  |        |        |
|  | Utah Stingers      | OC Stunners   | 0                  | 2            |               |            |  |  |        |        |
|  | Utah Stingers      |               |                    | 2            |               |            |  |  |        |        |
|  | OC Stunners        | 3             |                    |              |               |            |  |  |        |        |
|  | OC Stunners        | 3             | OC Stunners        | 3            | 3º posto      | 3º posto   |  |  |        |        |
|  |                    |               | OC Stunners        | 3            | 3º posto      | 3º posto   |  |  |        |        |
|  |                    | Team Freedom  | 1                  |              |               |            |  |  |        |        |
|  | Team Freedom       | Team Freedom  | 1                  | 3            | Texas Tyrants | 3          |  |  |        |        |
|  | Team Freedom       |               |                    | 3            | Texas Tyrants | 3          |  |  |        |        |
|  | Dallas Tornadoes   | 2             |                    | Team Freedom | 0             |            |  |  |        |        |
|  | Dallas Tornadoes   | 2             |                    |              | 0             |            |  |  |        |        |
|  |                    |               |                    |              |               |            |  |  |        |        |
|  |                    |               |                    |              |               |            |  |  |        |        |

#### Quarti di finale
| \| Gara unica \| \| \| \| \| \| \| \| \| \| 06-08 \| Ramblers - Blaze \| 3-0 \| 25-23, 25-21, 25-12 \| \| 06-08 \| Tyrants - Southern Exposure \| 3-0 \| 25-17, 25-19, 25-16 \| \| 06-08 \| Stingers - Stunners \| 2-3 \| 20-25, 25-22, 29-27, 23-25, 6-15 \| \| 06-08 \| Team Freedom - Tornadoes \| 3-2 \| 24-26, 25-17, 25-19, 19-25, 15-12 \| |                             |     |                                   |
| Gara unica |                             |     |                                   |
| |                             |     |                                   |
| 06-08 | Ramblers - Blaze            | 3-0 | 25-23, 25-21, 25-12               |
| 06-08 | Tyrants - Southern Exposure | 3-0 | 25-17, 25-19, 25-16               |
| 06-08 | Stingers - Stunners         | 2-3 | 20-25, 25-22, 29-27, 23-25, 6-15  |
| 06-08 | Team Freedom - Tornadoes    | 3-2 | 24-26, 25-17, 25-19, 19-25, 15-12 |

#### Semifinali
| \| Gara unica \| \| \| \| \| \| \| \| \| \| 07-08 \| Ramblers - Tyrants \| 3-0 \| 25-19, 25-25, 25-19 \| \| 07-08 \| Stunners - Team Freedom \| 3-1 \| 15-25, 25-23, 25-14, 25-16 \| |                         |     |                            |
| Gara unica |                         |     |                            |
| |                         |     |                            |
| 07-08 | Ramblers - Tyrants      | 3-0 | 25-19, 25-25, 25-19        |
| 07-08 | Stunners - Team Freedom | 3-1 | 15-25, 25-23, 25-14, 25-16 |

#### Finale
| \| Gara unica \| \| \| \| \| \| \| \| \| \| 08-08 \| Ramblers - Stunners \| 3-0 \| 25-23, 25-21, 25-20 \| |                     |     |                     |
| Gara unica                                                                                                |                     |     |                     |
| |                     |     |                     |
| 08-08 | Ramblers - Stunners | 3-0 | 25-23, 25-21, 25-20 |

#### Finale 3º posto
| \| Gara unica \| \| \| \| \| \| \| \| \| \| 08-08 \| Tyrants - Team Freedom \| 3-0 \| 25-23, 25-22, 25-23 \| |                        |     |                     |
| Gara unica                                                                                                   |                        |     |                     |
| |                        |     |                     |
| 08-08 | Tyrants - Team Freedom | 3-0 | 25-23, 25-22, 25-23 |

## Premi individuali
| Premio                | Nome            | Squadra            |
| --------------------- | --------------- | ------------------ |
| MVP                   | Matthew Knigge  | Las Vegas Ramblers |
| Miglior palleggiatore | Michael Keegan  | Las Vegas Ramblers |
| Miglior opposto       | Joseph Norman   | Team Freedom       |
| Miglior schiacciatore | Brandon Rattray | Las Vegas Ramblers |
| Miglior schiacciatore | Félix Chapman   | Dallas Tornadoes   |
| Miglior centrale      | Nicholas West   | OC Stunners        |
| Miglior centrale      | Thomas Burrell  | Team Freedom       |
| Miglior libero        | José Mulero     | Texas Tyrants      |

## Statistiche
| Rendimento individuale | Rendimento individuale | Rendimento individuale | Rendimento individuale |
| Pos.                   | Nome                   | Punti                  | Squadra                |
| ---------------------- | ---------------------- | ---------------------- | ---------------------- |
| 1                      | Félix Chapman          | 276                    | Dallas Tornadoes       |
| 2                      | Joseph Norman          | 227                    | Team Freedom           |
| 3                      | Jair Santiago          | 167                    | OC Stunners            |
| 4                      | Brandon Rattray        | 160                    | Las Vegas Ramblers     |
| 5                      | Jake Langlois          | 156                    | Texas Tyrants          |
| 6                      | Nicholas West          | 140                    | OC Stunners            |
| 7                      | Jorge Mencía           | 136                    | Utah Stingers          |
| 7                      | William Ragland        | 136                    | Chicago Untouchables   |
| 9                      | Gianluca Grasso        | 135                    | Texas Tyrants          |
| 10                     | Matthew Hilling        | 129                    | OC Stunners            |

| Attacchi vincenti | Attacchi vincenti | Attacchi vincenti | Attacchi vincenti    |
| Pos.              | Nome              | Punti             | Squadra              |
| ----------------- | ----------------- | ----------------- | -------------------- |
| 1                 | Félix Chapman     | 251               | Dallas Tornadoes     |
| 2                 | Joseph Norman     | 191               | Team Freedom         |
| 3                 | Jake Langlois     | 138               | Texas Tyrants        |
| 3                 | Jair Santiago     | 138               | OC Stunners          |
| 5                 | Brandon Rattray   | 136               | Las Vegas Ramblers   |
| 6                 | William Ragland   | 116               | Chicago Untouchables |
| 7                 | Gianluca Grasso   | 114               | Texas Tyrants        |
| 8                 | Ryan Mather       | 110               | Las Vegas Ramblers   |
| 8                 | Jorge Mencía      | 110               | Utah Stingers        |
| 10                | Charles Belvin    | 106               | LA Blaze             |
| 10                | Timothy Ferriter  | 106               | Team Freedom         |
| 10                | Matthew Hilling   | 106               | OC Stunners          |

| Muri vincenti | Muri vincenti | Muri vincenti | Muri vincenti     |
| Pos.          | Nome          | Punti         | Squadra           |
| ------------- | ------------- | ------------- | ----------------- |
| 1             | Nicholas West | 33            | OC Stunners       |
| 2             | Ryan Maune    | 27            | Texas Tyrants     |
| 3             | Joseph Norman | 23            | Team Freedom      |
| 4             | Shayne Beamer | 22            | OC Stunners       |
| 4             | Jorge Mencía  | 22            | Utah Stingers     |
| 6             | Uchenna Ofoha | 20            | Southern Exposure |
| 7             | Jair Santiago | 19            | OC Stunners       |
| 8             | Sean Dennis   | 17            | Utah Stingers     |
| 8             | Rowdy Martin  | 17            | Colorado Kraken   |
| 10            | Dylan Haskell | 16            | Colorado Kraken   |
| 10            | Steven Rotter | 16            | LA Blaze          |

| Battute vincenti | Battute vincenti | Battute vincenti | Battute vincenti     |
| Pos.             | Nome             | Punti            | Squadra              |
| ---------------- | ---------------- | ---------------- | -------------------- |
| 1                | Jordan Hoppe     | 23               | Las Vegas Ramblers   |
| 2                | Nicholas West    | 21               | OC Stunners          |
| 3                | Matthew Hilling  | 16               | OC Stunners          |
| 4                | Brandon Rattray  | 15               | Las Vegas Ramblers   |
| 5                | Michael Keegan   | 13               | Las Vegas Ramblers   |
| 5                | Joseph Norman    | 13               | Team Freedom         |
| 5                | William Ragland  | 13               | Chicago Untouchables |
| 8                | Félix Chapman    | 12               | Dallas Tornadoes     |
| 8                | Timothy Ferriter | 12               | Team Freedom         |
| 8                | Inovel Romero    | 12               | Utah Stingers        |